# Apotekshuset, Drottningholm

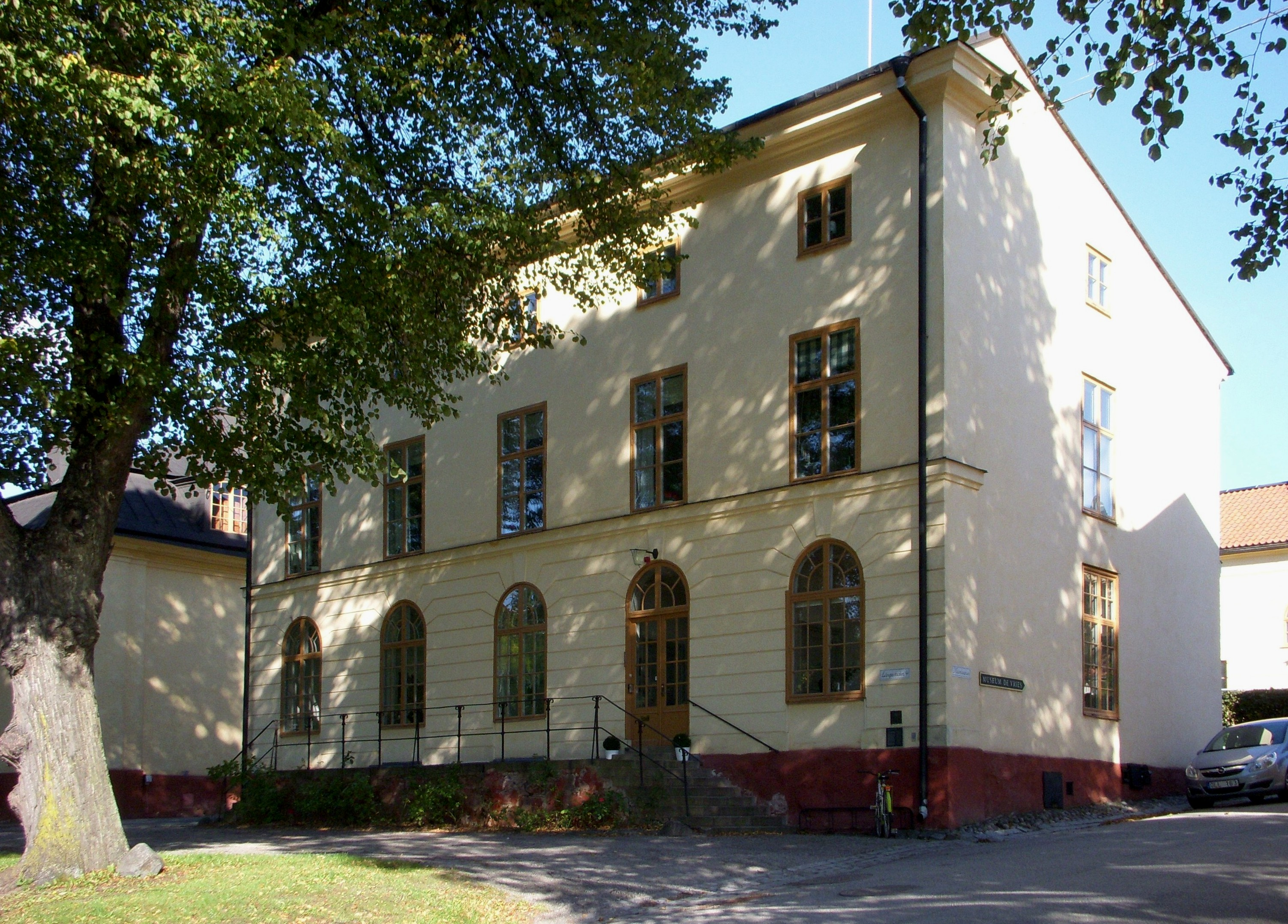
Apotekshuset i september 2011.

Apotekshuset är en byggnad vid Långa raden 4 på Drottningholmsmalmen, Ekerö kommun. Huset uppfördes på 1790-talet och inrymde Drottningholms slottsapotek, därav namnet. Byggnaden ägs och förvaltas av Statens fastighetsverk. Det är sedan 1935 ett byggnadsminne och ingår i Drottningholms världsarv.

## Historik

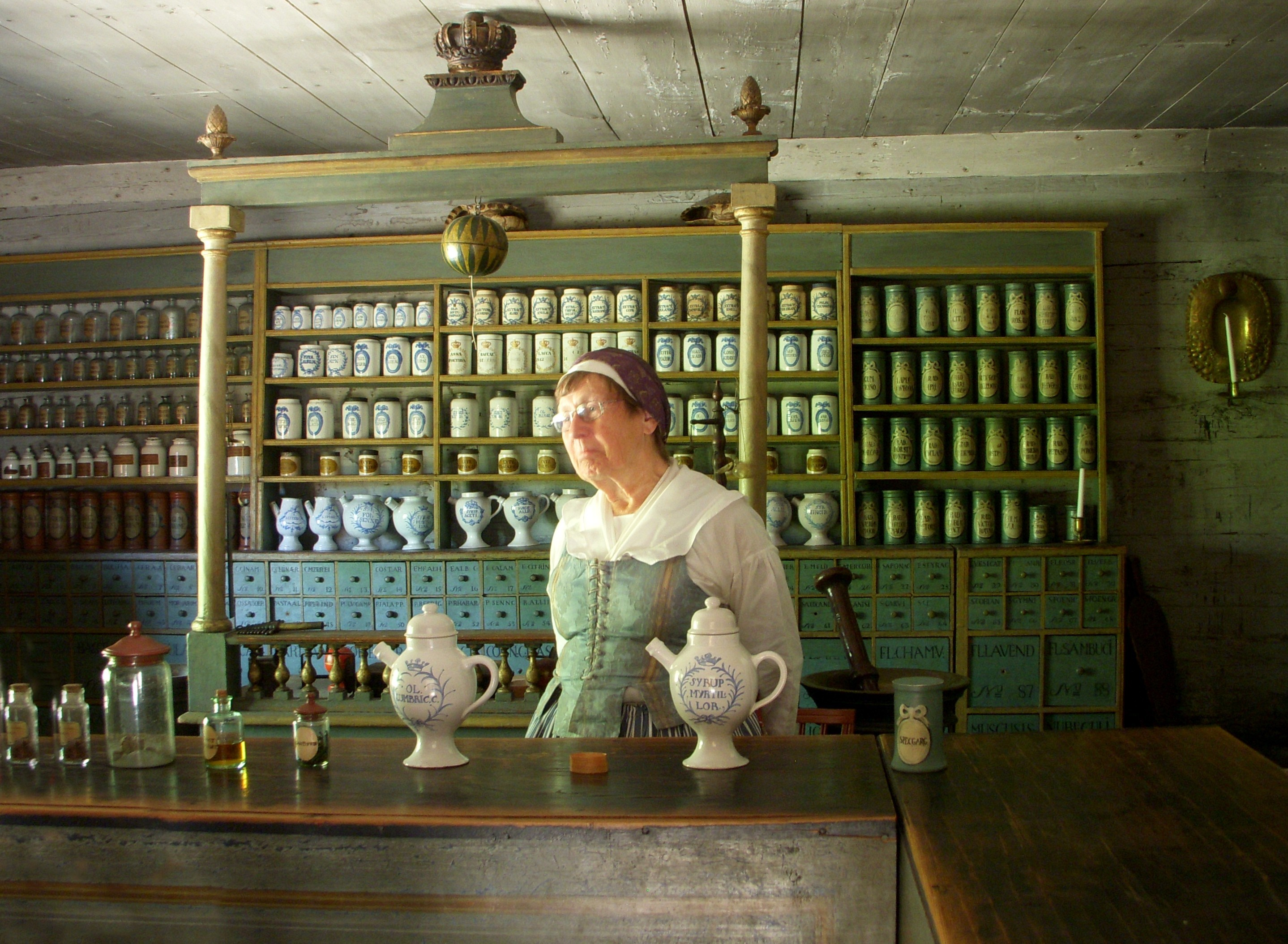
Apoteket Kronans officin på Skansen.

Byggnaden härrör från 1790-talet och innehöll förutom apotek även läkarmottagning och bostäder för apotekaren, läkare och barnmorska. Redan tidigare hade hovapotekaren Johan Christian Georgii drivit apoteksverksamhet på området och 1785 beslöt Gustav III att ett särskilt hus skulle byggas. Eventuellt var kungen själv arkitekt för huset. Omkring 1880 nyinreddes apotektsrummen och inredningen skänktes till Nordiska museet.

## Inredningen flyttas till Skansen
Fram till 1920 fanns apoteket kvar på Långa raden, sedan drogs rättigheterna in. År 1945 renoverades byggnaden och disponerades om invändigt efter slottsarkitekt Ivar Tengboms ritningar. Idag har slottsförvaltningen sitt kontor på bottenvåningen. I övrigt är huset inrett och uthyrt med bostäder. Den ursprungliga apoteksinredningen, som är Sveriges äldsta bevarade, kompletterades med inredningen från kemisten Carl Wilhelm Scheeles apotek i Köping och kan numera beses i Apoteket Kronan på Skansen.